# 不入八分辅国公
不入八分辅国公（穆麟德轉寫：Jakūn Ubu-de Dosimbuhakū Gurun-be Aisilara Gung），清朝宗室爵位，为八等爵，次于不入八分镇国公、高于镇国将军，为不入八分公，超品。主要包括宗室特恩封公、亲王庶子封公、世子嫡子封公及有过降为公的镇国公，以及不入八分镇国公嫡子。

## 曾封不入八分辅国公者
- 太祖努尔哈赤
  - 褚英，太祖第一子。
    - 杜度，褚英第一子。
      - 杜爾祜，杜度第一子。
        - 準達，杜爾祜第八子。
        - 蘇爾禪，準達第十二子。
          - 廣齡，蘇爾禪第二子。
            - 博爾莊武，廣齡第三子。
              - 明崇，博爾莊武子。乾隆五十三年，襲不入八分輔國公。嘉慶十年，卒。

  - 代善，太祖第二子。
    - 岳託，代善第一子。
      - 羅洛渾，岳託第一子。
        - 羅科鐸，羅洛渾第一子。
          - 訥爾圖，羅科鐸第四子。
            - 訥清額，訥爾圖子。
              - 雅朗阿，訥清額子。
                - 恆元，雅朗阿第四子。
                  - 尚格，恆元子。
                    - 承碩，尚格第二子。道光九年，晉不入八分輔國公。十三年，襲克勤郡王。

    - 薩哈璘，代善第三子。
      - 杜蘭，薩哈璘第三子。
        - 訥默孫，杜蘭第一子。
          - 訥圖，訥默孫第三子。
            - 興英，訥圖第四子。
              - 崇尚，興英第一子。
                - 恆勳，崇尚第一子。嘉慶十四年，襲不入八分輔國公。二十六年，卒。

    - 祜塞，代善第八子。
      - 傑書，祜塞第三子。
        - 椿泰，傑書第五子。
          -             - 崇安，椿泰子。
              - 永恩，崇安第二子。
                - 昭槤，永恩子。嘉慶七年，封不入八分輔國公。十年，襲禮親王。

              - 永諲，崇安第三子。
                - 麟趾，永諲第一子。
                  - 錫春，麟趾子。
                    - 全齡，錫春子。
                      - 世鐸，全齡第三子。
                        - 誠厚，世鐸子。光緒十年，封不入八分輔國公。1913年袭禮親王。

  - 太宗皇太极，太祖第八子。
    - 豪格，太宗第一子。
      - 富授，豪格第四子。
        - 丹臻，富授第四子。
          - 成信，丹臻第二子，
            - 永錫，成信第五子。
              - 敬敏，永錫第一子。乾隆六十年，封不入八分輔國公。道光元年袭肃亲王。
                - 華豐，敬敏第三子。道光九年，封不入八分輔國公，咸丰三年袭肃亲王。
                  - 隆懃，華豐第三子。
                    - 善耆，隆懃第一子。
                      - 宪章，善耆第一子。光绪三十二年，封不入八分輔國公。
                      - 宪德，善耆第二子。光绪三十二年，封不入八分輔國公。

              - 敬叙，永錫第二子。嘉庆四年，封不入八分輔國公，道光六年卒。
              - 敬效，永錫第三子。嘉庆十一年，封不入八分輔國公，道光十年卒。
              - 敬徵，永錫第四子。嘉庆十年，封不入八分輔國公，咸丰元年卒。
              - 敬敦，永錫第五子。嘉庆十七年，封不入八分輔國公，道光四年卒。

    - 高塞，太宗第六子。
      - 靖恒，高塞第一子。康熙九年，封不入八分輔國公，雍正六年革。
      - 雲升，高塞第三子。康熙十七年，封不入八分輔國公，二十六年革。
      - 成孚，高塞第五子。康熙二十二年，封不入八分輔國公，六十年革。

    - 世祖福临，太宗第九子。
      - 圣祖玄烨，世祖第三子。
        - 胤礽，聖祖第二子。
          - 弘曣，胤礽第六子。
            - 永瑋，弘曣第一子。
              - 綿佐，永瑋第五子。
                - 奕質，綿佐第一子。嘉慶十二年襲不入八分輔國公，二十二年卒。

          - 弘晥，胤礽第十二子。
            - 永浩，弘晥第二子。乾隆四十年襲不入八分輔國公，四十三年卒

        - 胤祉，聖祖第三子。
          - 弘暻，胤祉第七子。
            - 永珊，弘暻第三子。
              - 綿策，永珊第三子。
                - 奕果，綿首子，綿策嗣子。嘉慶六年襲不入八分輔國公，同治九年卒。
                  - 載齡，奕果第一子。同治九年襲不入八分輔國公，光緒元年卒。
                    - 溥元，載雙子，載齡嗣子。光緒十年襲不入八分輔國公。

        - 世宗胤禛，圣祖第四子。
          - 高宗弘历，世宗第四子。
            - 永璜
              - 綿德，永璜第一子。
                - 奕純，綿德子。
                  - 載錫，奕純第一子。嘉慶十四年晉不入八分輔國公，二十一年襲貝子。
                    - 溥喜，載錫第二子。道光十二年緣事降不入八分輔國公，十八年緣事革退。
                    - 溥吉，載錫第三子。道光十八年襲不入八分輔國公，同治五年卒。

                  - 載銘
                    - 溥咸，載銘第三子。同治五年襲溥吉之不入八分輔國公，七年卒。
                      - 毓厚，溥咸第一子。同治七年襲不入八分輔國公，光緒十六年卒。
                      - 毓祥，溥咸族姪，溥和子。光緒十七年襲毓厚之不入八分輔國公。

              - 綿恩
                - 奕紹，綿恩第二子。嘉慶四年封不入八分輔國公，七年晉輔國公。
                  - 載銓，奕紹第一子。道光十一年晉不入八分鎮國公，十五年晉輔國公。

            - 永璇
              - 綿志，永璇第一子。嘉慶四年封不入八分輔國公，七年晉貝子。
                - 奕績，綿志第三子。嘉慶十八年卒，追封不入八分輔國公，無嗣。

            - 永瑆
              - 綿懃，永瑆第一子。嘉慶四年封不入八分輔國公，七年晉貝勒。
                - 奕綬，綿懃第一子。嘉慶十八年追封不入八分輔國公，道光三年追封成郡王。

              - 綿聰，永瑆第三子。嘉慶八年卒，追封不入八分輔國公。
              - 綿偲，永瑆第四子，永璂嗣子。

            - 仁宗顒琰
              - 宣宗旻宁
                - 奕緯
                  - 載治，奕緯嗣子。
                    - 溥侗，載治第五子。光緒三十四年加不入八分輔國公銜。

                - 奕誴，宣宗第五子。
                  - 載瀾，奕誴第三子。光緒十五年晉不入八分輔國公，二十六年以罪革爵。
                  - 載瀛，奕誴第四子。光緒十五年封二等鎮國將軍，二十年加不入八分輔國公銜，二十八年襲貝勒。
                  - 載津，奕誴第五子。光緒十五年封二等鎮國將軍，二十年加不入八分輔國公銜，二十二年卒。

                - 奕訢，宣宗第六子。
                  - 載潢，奕訢第四子。光緒七年封不入八分輔國公，十一年卒。

                - 奕譞，宣宗第七子。
                  - 載灃，奕譞第五子。光緒十年封不入八分輔國公，十五年晉鎮國公。
                  - 載洵，奕譞第六子，奕誌嗣子。光緒十三年封不入八分輔國公，十五年晉輔國公。
                  - 載濤，奕譞第七子，奕詒嗣子。光緒十六年晉不入八分輔國公，二十八年襲貝勒。

              - 綿愷
                - 奕纘，綿愷第一子。嘉慶二十五年封不入八分輔國公，道光元年卒，追封貝勒。

              - 綿愉
                - 奕詢，綿愉第四子。咸豐十年封不入八分輔國公，同治三年晉鎮國公。
                - 奕詳，綿愉第五子。咸豐十年封不入八分輔國公，同治三年晉鎮國公。

            - 永璘，高宗第十七子。
              - 綿悌，永璘第五子。道光十一年封不入八分輔國公，十七年晉不入八分鎮國公。
              - 綿性，永璘第六子。道光十七年晉不入八分輔國公，二十二年緣事革退。

          - 弘晝，世宗第五子。
            - 永璧，弘晝第二子。乾隆二十一年封不入八分輔國公，三十五年襲和親王
            - 永琨，弘晝第七子。乾隆三十三年封不入八分輔國公，嘉慶四年緣事降奉恩將軍，尋晉二等奉國將軍，七年復封不入八分輔國公，八年卒。

        - 胤祺
          - 弘昇，胤祺第一子。
            - 永澤，弘昇第三子。乾隆四十年封不入八分輔國公，五十五年襲貝子。
              - 綿崧，永澤第四子。
                - 奕禮，綿崧子。
                  - 載茯，奕禮第一子。
                    - 溥泉，載茯第一子。同治襲不入八分輔國公，三年卒。
                      - 毓森，溥泉子。同治四年襲不入八分輔國公。

        - 胤禟，聖祖第九子。
          - 弘晸，胤禟第一子。乾隆四十七年封不入八分輔國公，四十八年緣事革退。

        - 胤祥
          - 弘皎
            - 永福，弘皎第二子。
              - 綿譽，永福第四子。
                - 奕格，綿譽第三子。
                  - 載敦，奕格第二子。
                    - 溥靜，載敦第一子。同治七年封不入八分輔國公，光緒十七年襲怡親王。

          - 永琅
            - 永福，弘皎第二子。
              - 綿標，永琅第二子。乾隆五十五年封不入八分輔國公，嘉慶四年卒。
                - 奕勳。
                  - 載泰，胤祥第五世孫，奕增子。同治元年襲載垣所降之不入八分輔國公，三年襲載敦所遺之輔國公，五年緣事革退。

        - 胤祿
          - 弘普，胤祿第二子。
            - 永瑺，弘普第一子。
              - 綿課
                - 奕貹，綿課第四子。嘉慶十八年封不入八分輔國公，道光六年緣事革退。

          - 弘曧，胤祿第八子。
            - 永蕃
              - 綿譁
                - 奕仁，綿譁第一子。道光二十四年封不入八分輔國公，二十六年襲莊親王。
                  - 載勛，奕仁第二子。同治十一年封不入八分輔國公，光緒元年襲莊親王。
                    - 溥綱，載勛第一子。光緒二十三年封不入八分輔國公，宣統元年卒。

                  - 載功，奕仁第四子。
                    - 溥縉，載功第二子。光緒二十九年封不入八分輔國公。

                - 奕佩，綿譁第二子。道光三十年封不入八分輔國公，光緒八年卒。

        - 胤祁，聖祖第二十三子。
          - 弘謙
            - 永康，弘謙第一子。
              - 綿英，永康第二子。咸豐八年襲不入八分輔國公，同治四年卒。

        - 胤祕，聖祖第二十四子
          - 弘暢，胤祕第一子。乾隆二十一年封不入八分輔國公，三十九年襲誠郡王。
          - 弘康，胤祕第三子。嘉慶十四年加不入八分輔國公品級，十九年卒。

  - 多鐸，太祖第十五子。
    - 多尼，多鐸第二子。
      - 鄂扎，多尼第二子。
        - 德昭，鄂扎第五子。
          - 修齡，德昭第十五子。
            - 裕瑞，修齡第二子。乾隆六十年，封不入八分輔國公。嘉慶十八年，緣事革退。
            - 裕興，修齡第三子。乾隆六十年，封不入八分輔國公。嘉慶十九年，襲豫親王。
            - 裕全，修齡第五子。嘉慶四年，封不入八分輔國公。二十五年，襲豫親王。

    - 多爾博，多鐸第五子，多爾袞嗣子。
      - 蘇爾發，多爾博第二子。
        - 塞勤，蘇爾發第一子。
          - 功宜布，塞勤第五子。
            - 如松，功宜布第三子。
              - 淳颖，如松子。
                - 寶恩，淳颖第一子。嘉慶四年，封不入八分輔國公。六年，襲睿親王。
                - 禧恩，淳颖第二子。道光十二年，晉不入八分輔國公。二十六年，緣事降鎮國將軍。
- 舒爾哈齊，顯祖第三子。
  - 圖倫，舒爾哈齊第四子。
    - 屯齊，圖倫第二子。
      - 溫齊，屯齊第一子。
        - 額爾圖，溫齊第二子。
          - 愛音圖，額爾圖第一子。
            - 吉存，愛音圖第七子。
              - 特通額，吉存第一子。
                - 英盛額，乾隆四十九年，降不入八分輔國公。五十七年，卒。

  - 濟爾哈朗
    - 巴爾堪，濟爾哈朗第四子。雍正元年，追封不入八分輔國公。
      - 巴賽，巴爾堪第一子。雍正元年，襲不入八分輔國公。九年，陣亡。
        - 奇通阿，巴賽第一子。雍正九年，襲不入八分輔國公。乾隆十七年，襲簡親王。
          - 豐納亨
            - 積納哈
              - 烏爾恭阿
                - 端華，烏爾恭阿第三子。咸豐十一年，以罪革鄭親王爵，賜自盡，降世爵為不入八分輔國公。

          - 經納亨，奇通阿第四子。乾隆三十年，襲不入八分輔國公。四十年，卒。
            - 積拉堪，經納亨第一子。乾隆四十一年，襲不入八分輔國公。嘉慶十二年，緣事革退。
            - 伊豐額，經納亨第五子。嘉慶十二年，襲不入八分輔國公。道光元年，卒。
              - 西朗阿，道光元年，襲不入八分輔國公。二十八年，卒。
                - 承志，西朗阿第三子。道光二十九年，襲不入八分輔國公。同治三年，襲鄭親王。
                  - 岳齡，濟爾哈朗之八世孫，保彝之子。同治元年，襲不入八分輔國公。三年，以承志襲鄭親王，改襲承志之不入八分輔國公。五年，卒。
                  - 崇吉，奇通阿之五世孫，素博通額之子。同治十一年，襲岳齡之不入八分輔國公。光緒元年，卒。
                    - 聯寬，崇吉嗣子。光緒元年，襲不入八分輔國公。[4]